# Балка Чабанка (притока Висуні)
Балка Чабанка — річка в Україні у Баштанському районі Миколаївської області. Права притока річки Висуні (басейн Дніпра).

## Опис
Довжина річки 15 км, похил річки 2,3 м/км площа басейну водозбору 74,7 км², найкоротша відстань між витоком і гирлом — 13,27  км, коефіцієнт звивистості річки — 1,13 . Формується декількома струмками та загатами.

## Розташування
Бере початок на південно-східній стороні від села Великоолександрівки. Тече переважно на південний схід і на західній околиці села Троїцько-Сафонове впадає в річку Висунь, праву притоку річки Інгульця.
Населені пункти вздовж берегової смуги: Новомихайлівка.

## Цікаві факти
- У XIX столітті на річці існували молочно-тваринна ферма (МТФ), та декілька газових свердловин[2], а у XIX столітті — скотний двір[1].